# تاي شانغ
تاي شانغ (معناها الحرفي:وسط تايوان) مدينة تقع في غرب تايوان. يبلغ عدد سكانها حوالي 2.82 مليون نسمة، مما يجعلها ثاني أكبر مدينة في تايوان بعد تايبيه. إنها بمثابة قلب منطقة تايتشونغ - تشانجوا الحضرية ، والتي تعد ثاني أكبر منطقة حضرية في تايوان. تشكلت المدينة الحالية باندماج مقاطعة تايتشونغ مع مدينة تايتشونغ الإقليمية الأصلية لتشكيل بلدية خاصة في 25 ديسمبر 2010. صنفتها شبكة بحث المدن العالمية والعولمة مدينة عالمية بمستوى «غاما».
وهي ثاني أكبر مدينة في تايوان من حيث عدد السكان .

## الجغرافيا
تمتد المدينة من وسط جزيرة تايوان حتى الساحل الغربي للجزيرة المطل على مضيق تايوان.
إحداثيات المدينة هي 24° شمالا، وحوالي 120.5° شرقا.

## المناخ
مناخ تاي شانغ هو مناخ رطب شبه مداري. يبلغ معدل درجة حرارة المدينة السنوي حوالي 23 درجة مئوية، ومعدل كمية الأمطار يزيد عن 1700 ملم. أما معدل الرطوبة فيقارب 80%، يعتبر مناخ تاي شانغ الأكثر اعتدالا بين مدن تايوان الرئيسية.
نادراً ما تصاب المدينة بإعصارات تايفون، لكن الخطورة تبقى موجودة بسبب الأعاصير المتكونة في بحر الصين الجنوبي والتي يكون لها تأثير أحيانا على المدينة، كما حدث عام 1986، حيث ضرب إعصار التايفون الساحل الغربي لتايوان بالقرب من تاي شانغ.

## الاقتصاد
لتاي شانغ إقتصاد متنوع نابض بالحياة. يتضمن الأعمال التقليدية، والمتاجر الصغيرة التي تديرها العائلات، كما يتضمن المصانع والمناطق الصناعية الكبيرة. ويتميز اقتصاد المدينة بقطاع تجاري مزدهر.
يقوم اقتصاد المدينة بشكل أساسي على الأعمال التجارية الصغيرة. كما يعتمد على العديد من الصناعات مثل صناعة الدراجات الهوائية والأدوات الرياضية والصناعات المعدنية وغيرها.

## التعليم
التعليم متوفر لجميع سكان تاي شانغ من مرحلة الحضانة وحتى الجامعة.
قائمة المؤسسات التعليمية الموجودة في مدينة تاي شانغ:
- 3 جامعات حكومية.
- 6 جامعات خاصة.
- 3 كليات.
- 7 مدارس ثانوية حكومية.
- 7 مدارس ثانوية خاصة.
- 4 مدارس ثانوية مهنية.
- مدرستا تعليم خاص.
- 25 مدرسة إعدادية حكومية.
- 7 مدارس إعدادية خاصة.
- 58 مدرسة ابتدائية حكومية.
- 7 مدارس ابتدائية خاصة.
- 3 مدارس دولية.
- 3 مراكز لتعليم اللغة الصينية.

## المدن التوأمة

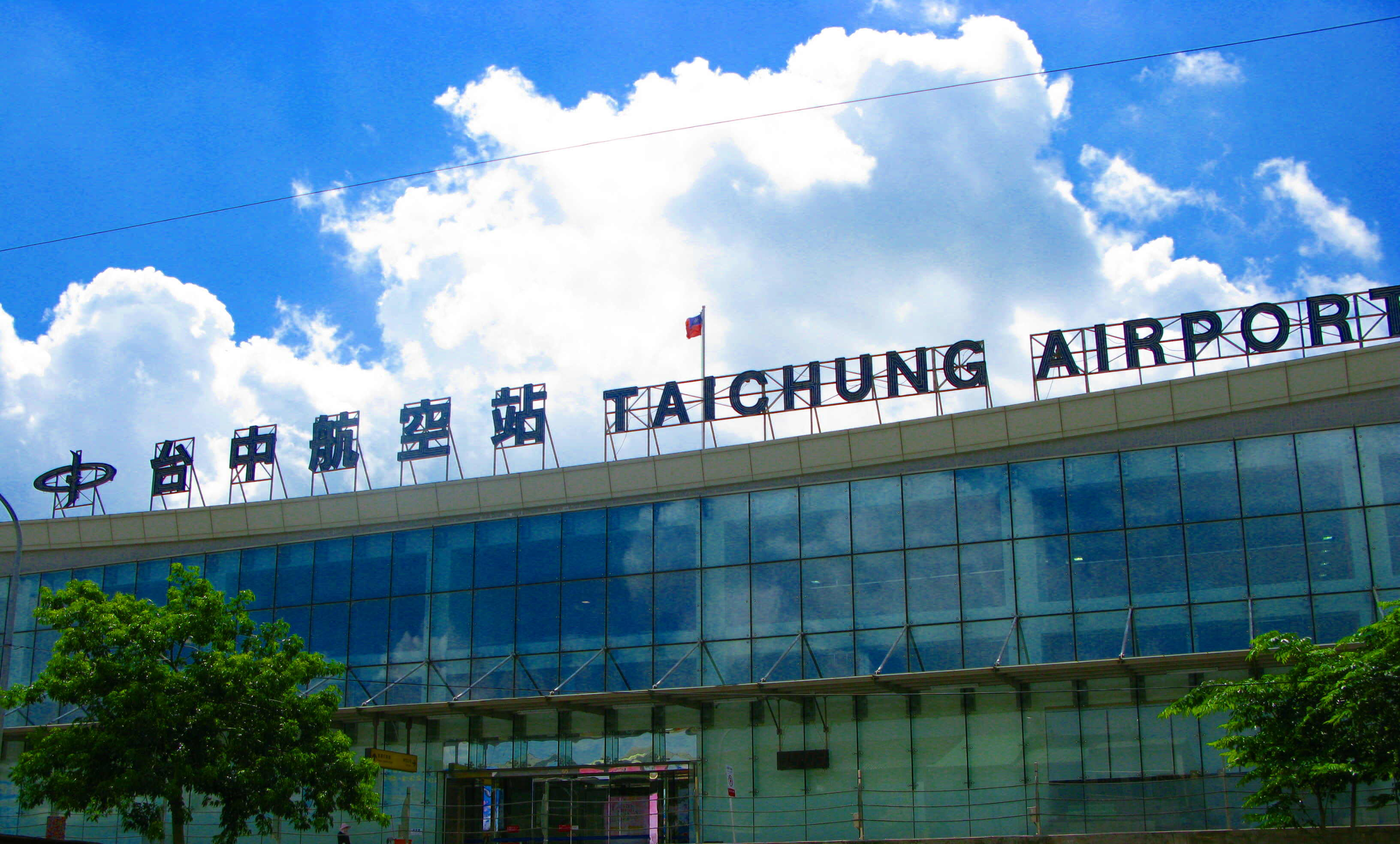
مطار تاي شانغ

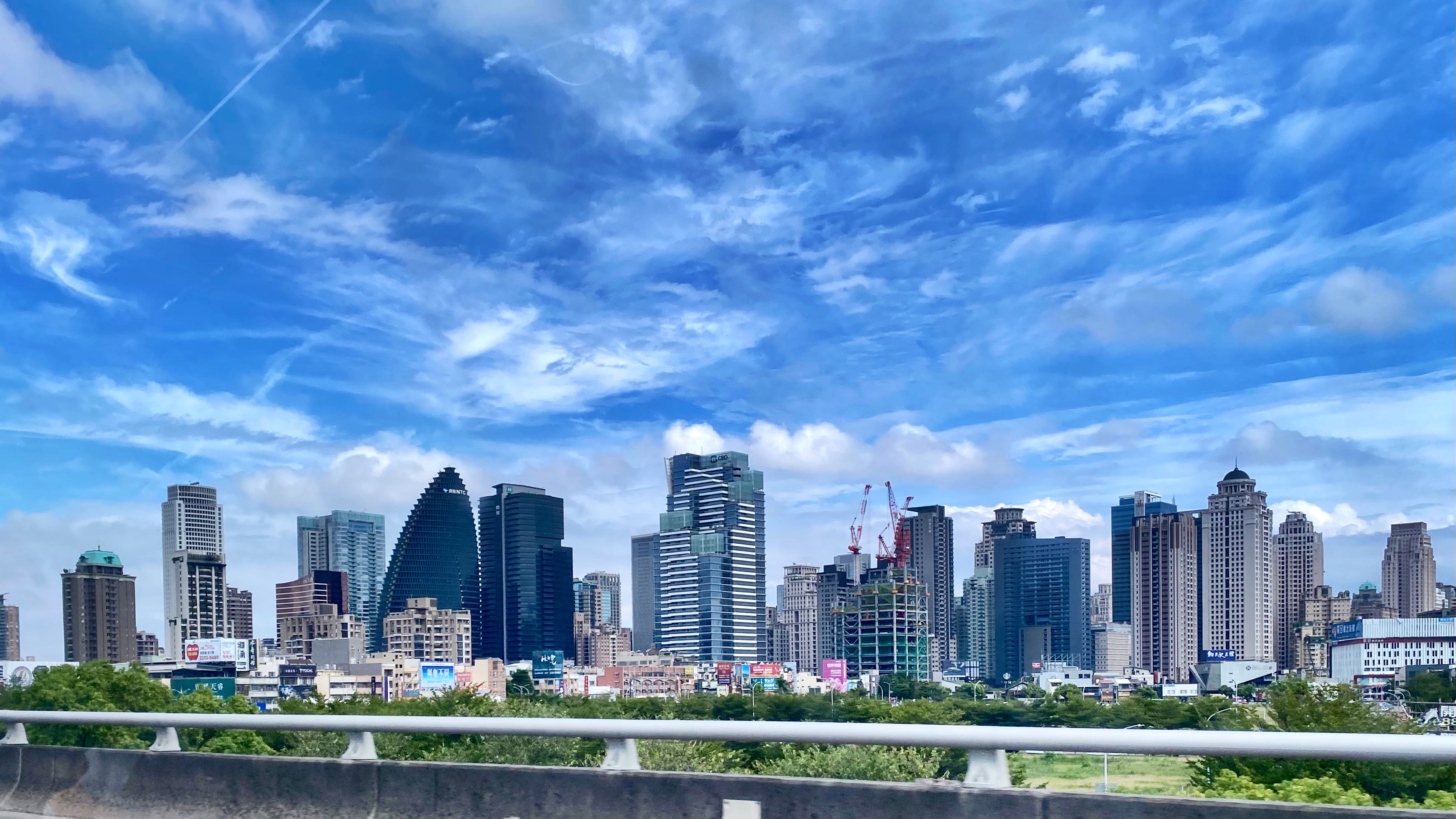
مدينة تاي شانغ

- نيو هيفن، كونيتيكت, الولايات المتحدة (1965)
- تشنغجو, كوريا الجنوبية (1969)
- سانتا كروز دي لا سييرا, بوليفيا (1978)
- توسون، أريزونا, الولايت المتحدة (1979)
- باتون روج، لويزيانا, الولايات المتحدة(1980)
- شايان، وايومنغ, الولايات المتحدة(1981)
- وينيبيغ, كندا (1982)
- بيترماريتزبرغ, جنوب إفريقيا (1983)
- سان دييغو، كاليفورنيا, الولايات المتحدة (1983)
- رينو، نيفادا, الولايات المتحدة (1985)
- أوستن، تكساس, الولايات المتحدة (1986)
- مانشستر, نيوهامبشر, الولايات المتحدة (1989)
- نورث شور, نيوزيلندا(1996)
- تاكوما، واشنطن, الولايات المتحدة(2000)
- كواجالين أتول, جزر مارشال (2002)
- سان بيدرو سولا, الهندوراس (2003)
- ماكاتي, الفلبين (2004)
- كولومبوس, جورجيا, الولايات المتحدة(2007)